# Felix Rottenberg
Felix Rottenberg (Amsterdam, 4 juni 1957) is programmamaker. Hij is tevens voorzitter van het curatorium van de Wiardi Beckman Stichting. Van 13 maart 1992 tot 15 februari 1997 was hij met Ruud Vreeman partijvoorzitter van de Partij van de Arbeid (PvdA). Hij was van 1997 tot eind oktober 2017 columnist bij de krant Het Parool.

## Afkomst en school
Rottenberg is van Joodse afkomst. Hij is een kleinzoon van de Pools-Nederlandse ondernemer Isay Rottenberg. Hij volgde de havo op het Montessori Lyceum Amsterdam. Hij studeerde vervolgens arbeidsverhoudingen aan de Sociale academie.

## Politieke en maatschappelijke carrière
In 1976 kwam Rottenberg als voorzitter van de Jonge Socialisten in het partijbestuur van de PvdA, waar hij kennismaakte met zijn voorbeeld Joop den Uyl. Tien jaar later stapte hij teleurgesteld uit het partijbestuur, nadat de PvdA ondanks een verkiezingsoverwinning niet in de regering wist te komen (wat wel de 'overwinningsnederlaag' werd genoemd). Rottenberg was toen al enkele jaren directeur van politiek-cultureel centrum De Balie in Amsterdam, nadat hij in 1980 zakelijk leider van het debatcentrum De Populier werd, een voorganger van De Balie.
Na zijn vertrek uit het partijbestuur van de PvdA werd Rottenberg voorzitter van het International Film Festival Rotterdam en bestuurslid van onder meer de Gerrit Rietveld Academie. Eind jaren 80 presenteerde hij het televisieprogramma Denktank bij de VPRO. Later werkte hij mee aan het VPRO-radioprogramma Het Gebouw.
Op 13 maart 1992 werd hij samen met Ruud Vreeman, aanvankelijk zijn tegenstrever, partijvoorzitter van de PvdA. Het duo moest vernieuwing en meer discussie brengen in de partij, die onder vuur lag wegens impopulaire maatregelen van het kabinet-Lubbers III, een coalitie van CDA en PvdA. Voor de Tweede Kamerverkiezingen van 1994 presenteerde het voorzittersduo een lijst met hoge posities voor nieuwkomers als vakbondsvrouw Karin Adelmund, televisiearts Rob Oudkerk en econoom Rick van der Ploeg. De PvdA verloor twaalf zetels, maar werd verrassend de grootste partij waardoor Wim Kok het eerste paarse kabinet kon formeren.
In 1995 werd bij Rottenberg de systeemziekte sarcoïdose geconstateerd. Op 15 februari 1997 legde hij daarom het partijvoorzitterschap neer. Later keerde hij terug in de journalistiek, als presentator van het discussieprogramma Duivels op de lokale Amsterdamse televisiezender AT5 en als programmamaker bij de NPS. Voor de laatste omroep maakte hij een drieluik over de Akbarstraat in Amsterdam-West en het politieke interview-programma Slot Rottenberg. In de aanloop naar de Tweede Kamerverkiezingen van januari 2003 presenteerde hij samen met Matthijs van Nieuwkerk het politieke programma Nederland Kiest. De twee mochten vervolgens ook NOVA presenteren, maar na een conflict met de redactie gaven beiden er na korte tijd de brui aan.
Ondertussen had de ziekte sarcoïdose zich voor de tweede keer en heviger bij Rottenberg gemanifesteerd en hij besloot al zijn werkzaamheden neer te leggen. Op 1 augustus 2004 was Rottenberg te gast in het VPRO-programma Zomergasten, dat jaar gepresenteerd door Joost Zwagerman. Sinds de zomer van 2005 was hij samen met Chris Keulemans interim-directeur van De Balie. Ook was hij weer op AT5 te zien, met het programma XLF. Iedere zaterdag sprak hij op Radio 2, vlak voor 12.00 uur, in het radioprogramma Cappuccino een radio-column uit. Hij heeft een wekelijkse column in de Amsterdamse krant Het Parool en is sinds 2013 voorzitter van de Wiardi Beckman Stichting.
Rottenberg werd in mei 2015 voorzitter van de kandidatencommissie van de PvdA voor de volgende Tweede Kamerverkiezingen. Hij legde op 11 september dat jaar die functie neer nadat hij Samsom in een interview met weekblad Vrij Nederland opnieuw bekritiseerd had. Zo noemde hij hem de "bedrijfsleider van het kabinet". Dat kwam Rottenberg binnen zijn partij op felle kritiek te staan. Partijvoorzitter Hans Spekman noemde de uitspraken "stom en fout".
Sinds januari 2016 is Rottenberg voorzitter van de Amsterdamse Kunstraad, sinds juni 2016 is Rottenberg voorzitter van het bestuur van de Brancheorganisatie Kinderopvang en sinds januari 2017 voorzitter van het bestuur van de Lira.

## Privé
Rottenberg heeft drie kinderen.